# Abraham Dowdney

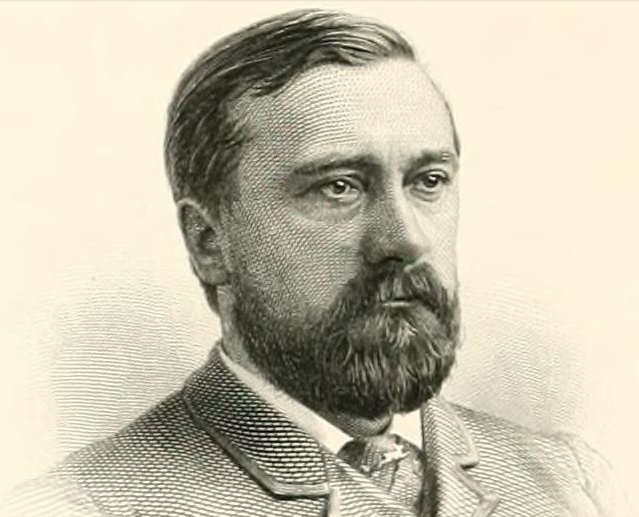
Abraham Dowdney

Abraham Dowdney (* 31. Oktober 1841 in Youghal, Irland; † 10. Dezember 1886 in New York City) war ein irisch-amerikanischer Politiker. Er vertrat in den Jahren 1885 und 1886 den Bundesstaat New York im US-Repräsentantenhaus.

## Leben
Abraham Dowdney wurde während des Viktorianischen Zeitalters in Youghal geboren. Er und seine verwitwete Mutter wanderten 1853 in die Vereinigten Staaten ein und ließen sich in New York City nieder. Er besuchte dort Privatschulen. Danach arbeitete er als Klempner (plumber). Später war er im Bauwesen tätig. Während des Bürgerkrieges verpflichtete er sich in der Unionsarmee. Er diente als Captain in den Jahren 1862 und 1863 im 132. Regiment der New York Volunteer Infanterie. In dieser Zeit nahm er an den Kampfhandlungen in Virginia und North Carolina teil. Nach dem Krieg heiratete er. Die Familie seiner Ehefrau führte ein erfolgreiches Unternehmen. In der folgenden Zeit war er im Hinterland von New York im Eisenbahnbau tätig. Zwischen 1882 und 1885 hatte er den Vorsitz über den Board of Public School Trustees von New York City. Politisch gehörte er der Demokratischen Partei an.
Bei den Kongresswahlen des Jahres 1884 für den 49. Kongress wurde Dowdney im zwölften Wahlbezirk von New York in das US-Repräsentantenhaus in Washington, D.C. gewählt, wo er am 4. März 1885 die Nachfolge von Waldo Hutchins antrat. Dowdney verzichtete im Jahr 1886 auf eine erneute Kandidatur, verstarb allerdings vor dem Ende seiner Amtszeit an den Folgen eines Schlaganfalls am 10. Dezember 1886 in New York City. Sein Leichnam wurde dann auf dem Calvary Cemetery in Long Island City beigesetzt.